# Stelis (växter)
Stelis är ett släkte av orkidéer. Eulophiella ingår i familjen orkidéer.

## Arter
Enligt Catalogue of Life ingår följande 884 arter i släktet:

- Stelis abdita
- Stelis acaroi
- Stelis aclyda
- Stelis acostaei
- Stelis acrisepala
- Stelis acuifera
- Stelis acuminata
- Stelis acutiflora
- Stelis acutilabia
- Stelis acutula
- Stelis adinostachya
- Stelis adrianae
- Stelis aemula
- Stelis aeolica
- Stelis aequoris
- Stelis aernbyae
- Stelis affinis
- Stelis aglochis
- Stelis alajuelensis
- Stelis alba
- Stelis alfredii
- Stelis aligera
- Stelis allenii
- Stelis aloisii
- Stelis alta
- Stelis alternans
- Stelis amabilis
- Stelis amaliae
- Stelis amoena
- Stelis amparoana
- Stelis ancistra
- Stelis anderssonii
- Stelis andreettae
- Stelis andrei
- Stelis angustifolia
- Stelis ann-jesupiae
- Stelis anolis
- Stelis antennata
- Stelis anthracina
- Stelis antillensis
- Stelis antioquiensis
- Stelis aperta
- Stelis aphidifera
- Stelis apiculifera
- Stelis applanata
- Stelis apposita
- Stelis aprica
- Stelis aquinoana
- Stelis arcuata
- Stelis argentata
- Stelis ascendens
- Stelis aspera
- Stelis asperrima
- Stelis asplundii
- Stelis atra
- Stelis atrobrunnea
- Stelis atrocaerulea
- Stelis atrorubens
- Stelis atroviolacea
- Stelis attenuata
- Stelis atwoodii
- Stelis aviceps
- Stelis avirostris
- Stelis azuayensis
- Stelis barbae
- Stelis barbellata
- Stelis barbimentosa
- Stelis barbuda
- Stelis batillacea
- Stelis benzingii
- Stelis bermejoensis
- Stelis bicallosa
- Stelis bicarinata
- Stelis bicolor
- Stelis bicornis
- Stelis bifalcis
- Stelis bigibba
- Stelis binotii
- Stelis biserrula
- Stelis bivalvis
- Stelis bogotensis
- Stelis bolivarensis
- Stelis boliviensis
- Stelis bovilinguis
- Stelis braccata
- Stelis brachiata
- Stelis brachyrachis
- Stelis bracteata
- Stelis bracteosa
- Stelis bractescens
- Stelis bradei
- Stelis brenesii
- Stelis brevilabris
- Stelis brevis
- Stelis brevissimicaudata
- Stelis bricenorum
- Stelis brittoniana
- Stelis brunnea
- Stelis bucaramangae
- Stelis buccella
- Stelis bucculenta
- Stelis buchtienii
- Stelis butcheri
- Stelis buxiflora
- Stelis caespitosa
- Stelis cairoensis
- Stelis cajanumae
- Stelis calantha
- Stelis calceolaris
- Stelis caliensis
- Stelis calodyction
- Stelis calolemma
- Stelis calothece
- Stelis calotricha
- Stelis calyptrata
- Stelis campanulifera
- Stelis campos-portoi
- Stelis canae
- Stelis capillaris
- Stelis capitata
- Stelis capsula
- Stelis carcharodonta
- Stelis carchica
- Stelis carnosiflora
- Stelis carnosilabia
- Stelis carnosula
- Stelis caroliae
- Stelis carpinterae
- Stelis carta
- Stelis cassidis
- Stelis cauda-equina
- Stelis cauliflora
- Stelis cavernosa
- Stelis cavernula
- Stelis celsa
- Stelis chamaestelis
- Stelis chasei
- Stelis chihobensis
- Stelis chlorantha
- Stelis chlorina
- Stelis choerorhyncha
- Stelis choriantha
- Stelis ciliaris
- Stelis ciliatissima
- Stelis ciliolata
- Stelis cingens
- Stelis cleistogama
- Stelis clipeus
- Stelis clusaris
- Stelis coarctaca
- Stelis cobanensis
- Stelis cochlearis
- Stelis cocornaensis
- Stelis coeliaca
- Stelis coelochila
- Stelis coleata
- Stelis collina
- Stelis colombiana
- Stelis columnaris
- Stelis comica
- Stelis complanata
- Stelis concinna
- Stelis condorensis
- Stelis congesta
- Stelis conmixta
- Stelis conochila
- Stelis convallaria
- Stelis convoluta
- Stelis cooperi
- Stelis copiosa
- Stelis coracina
- Stelis corae
- Stelis coralloides
- Stelis coriifolia
- Stelis corniculata
- Stelis coronaria
- Stelis cosangae
- Stelis costaricensis
- Stelis cotyligera
- Stelis crassilabia
- Stelis crenata
- Stelis creodantha
- Stelis crescentiicola
- Stelis crinita
- Stelis croatii
- Stelis crossota
- Stelis cryophila
- Stelis cryptopetala
- Stelis crystallina
- Stelis cuatrecasasii
- Stelis cubicularia
- Stelis cucullata
- Stelis cuculligera
- Stelis cuencana
- Stelis cundinamarcae
- Stelis cuspidata
- Stelis cutucuensis
- Stelis cyathiflora
- Stelis cyathiformis
- Stelis cycloglossa
- Stelis cylindrata
- Stelis cylindrica
- Stelis cymbisepala
- Stelis cypripedioides
- Stelis dactyloptera
- Stelis dalessandroi
- Stelis dalstroemii
- Stelis dapsilis
- Stelis debilis
- Stelis decipiens
- Stelis declivis
- Stelis decurrens
- Stelis decurva
- Stelis delhierroi
- Stelis delicata
- Stelis depauperata
- Stelis deregularis
- Stelis desantiagoi
- Stelis despectans
- Stelis dialissa
- Stelis diffusa
- Stelis digitata
- Stelis dilatata
- Stelis dimidiata
- Stelis diminuta
- Stelis dirigens
- Stelis discoidea
- Stelis discolor
- Stelis discophylla
- Stelis dissimulans
- Stelis distans
- Stelis disticha
- Stelis diversifolia
- Stelis dolichantha
- Stelis dolichopus
- Stelis donaxopetala
- Stelis dracontea
- Stelis dressleri
- Stelis drewii
- Stelis dromedarina
- Stelis dunstervilleorum
- Stelis dupliciformis
- Stelis dusenii
- Stelis dussii
- Stelis effusa
- Stelis efsiella
- Stelis ekmanii
- Stelis elatior
- Stelis elatissima
- Stelis elegans
- Stelis elongata
- Stelis elongatissima
- Stelis emarginata
- Stelis embreei
- Stelis encephalota
- Stelis entrichota
- Stelis ephemera
- Stelis erecta
- Stelis erucosa
- Stelis esmeraldae
- Stelis espinosae
- Stelis eublepharis
- Stelis eugenii
- Stelis eustylis
- Stelis exacta
- Stelis exasperata
- Stelis excelsa
- Stelis exigua
- Stelis exilis
- Stelis expansa
- Stelis exquisita
- Stelis fabulosa
- Stelis falcifera
- Stelis fendleri
- Stelis ferrelliae
- Stelis filiformis
- Stelis filomenoi
- Stelis fissurata
- Stelis flacca
- Stelis flaccida
- Stelis flagellaris
- Stelis flava
- Stelis flexa
- Stelis flexilis
- Stelis flexuosissima
- Stelis floresii
- Stelis florianii
- Stelis foetida
- Stelis fonsflorum
- Stelis formosa
- Stelis fornicata
- Stelis fortis
- Stelis fortunae
- Stelis foveata
- Stelis fractiflexa
- Stelis fragrans
- Stelis franciscana
- Stelis frontinensis
- Stelis frutex
- Stelis furfuracea
- Stelis galeata
- Stelis galeola
- Stelis galerasensis
- Stelis gargantua
- Stelis gastrodes
- Stelis gelida
- Stelis gemma
- Stelis gemmulosa
- Stelis gentryi
- Stelis genychila
- Stelis ghillanyi
- Stelis gigantea
- Stelis gigantissima
- Stelis glaberrima
- Stelis glacensis
- Stelis glanduligera
- Stelis globiflora
- Stelis globosa
- Stelis globulifera
- Stelis glomerosa
- Stelis glossula
- Stelis glossulicles
- Stelis glumacea
- Stelis gnoma
- Stelis gomesii-ferreirae
- Stelis gracilifolia
- Stelis gracilis
- Stelis grandibracteata
- Stelis grandiflora
- Stelis greenwoodii
- Stelis grossilabris
- Stelis guatemalensis
- Stelis guianensis
- Stelis gunningiana
- Stelis gustavii
- Stelis guttata
- Stelis hallii
- Stelis haltonii
- Stelis hamiltonii
- Stelis hammelii
- Stelis harlingii
- Stelis heterosepala
- Stelis hirsuta
- Stelis hirtella
- Stelis hirtzii
- Stelis hispida
- Stelis hoeijeri
- Stelis hoppii
- Stelis humboldtina
- Stelis humilis
- Stelis hutchisonii
- Stelis hydroidea
- Stelis hylophila
- Stelis hymenantha
- Stelis hymenopetala
- Stelis imbricans
- Stelis iminapensis
- Stelis immersa
- Stelis immodica
- Stelis impostor
- Stelis imraei
- Stelis inclinata
- Stelis inflata
- Stelis infundibulosa
- Stelis ingridiana
- Stelis intermedia
- Stelis intonsa
- Stelis isthmi
- Stelis itatiayae
- Stelis iwatsukae
- Stelis jalapensis
- Stelis jamesonii
- Stelis jamiesonii
- Stelis janetiae
- Stelis janus
- Stelis jatunyacuensis
- Stelis jenssenii
- Stelis jimburae
- Stelis johnsonii
- Stelis juncea
- Stelis juninensis
- Stelis jurisdixii
- Stelis kareniae
- Stelis kefersteiniana
- Stelis kentii
- Stelis kuijtii
- Stelis laevigata
- Stelis laevis
- Stelis lamellata
- Stelis laminata
- Stelis lanata
- Stelis lancea
- Stelis lanceolata
- Stelis langlassei
- Stelis lankesteri
- Stelis lanuginosa
- Stelis lapoi
- Stelis lasallei
- Stelis latimarginata
- Stelis latipetala
- Stelis latisepala
- Stelis laudabilis
- Stelis laxa
- Stelis laxiflora
- Stelis lehmanneptis
- Stelis lehmannii
- Stelis leinigii
- Stelis lentiginosa
- Stelis lepidella
- Stelis levicula
- Stelis liberalis
- Stelis ligulata
- Stelis lilliputana
- Stelis limbata
- Stelis lindenii
- Stelis lindleyana
- Stelis listerophora
- Stelis listrophylla
- Stelis litensis
- Stelis loculifera
- Stelis loefgrenii
- Stelis loejtnantii
- Stelis londonnii
- Stelis longipetala
- Stelis longipetiolata
- Stelis longiracemosa
- Stelis longirepens
- Stelis longispicata
- Stelis longissima
- Stelis lopezii
- Stelis lorenae
- Stelis loxensis
- Stelis lugoi
- Stelis lumbricosa
- Stelis lutea
- Stelis luteola
- Stelis luteria
- Stelis lynniana
- Stelis macilenta
- Stelis macra
- Stelis macrantha
- Stelis macrolemma
- Stelis macrophylla
- Stelis maculata
- Stelis maderoi
- Stelis madsenii
- Stelis maduroi
- Stelis magdalenae
- Stelis magnicava
- Stelis magnipetala
- Stelis major
- Stelis majorella
- Stelis maloi
- Stelis mammillata
- Stelis mandoniana
- Stelis mandonii
- Stelis maniola
- Stelis martinezii
- Stelis matula
- Stelis maxima
- Stelis medinae
- Stelis megachlamys
- Stelis megalocephala
- Stelis megaloglossa
- Stelis megalops
- Stelis megantha
- Stelis meganthera
- Stelis megapetala
- Stelis megistantha
- Stelis melanostele
- Stelis melanoxantha
- Stelis membranacea
- Stelis memorialis
- Stelis mendozae
- Stelis mesohybos
- Stelis micacea
- Stelis micragrostis
- Stelis micrantha
- Stelis microcaulis
- Stelis microchila
- Stelis micropetala
- Stelis microstigma
- Stelis microtatantha
- Stelis microtis
- Stelis milagrensis
- Stelis millenaria
- Stelis minipetala
- Stelis minutissima
- Stelis mirabilis
- Stelis misera
- Stelis mnemonica
- Stelis mocoana
- Stelis modesta
- Stelis molaui
- Stelis molleturensis
- Stelis molleturoi
- Stelis monicae
- Stelis moniligera
- Stelis mononeura
- Stelis montana
- Stelis morae
- Stelis morganii
- Stelis moritzii
- Stelis mucronipetala
- Stelis mucrouncata
- Stelis multiflora
- Stelis multirostris
- Stelis mundula
- Stelis muscifera
- Stelis muscosa
- Stelis mystax
- Stelis nagelii
- Stelis nambijae
- Stelis nana
- Stelis nanegalensis
- Stelis navicularis
- Stelis naviculigera
- Stelis neglecta
- Stelis nephropetala
- Stelis nepotula
- Stelis neudeckeri
- Stelis nexipous
- Stelis nigrescens
- Stelis nigriflora
- Stelis nikiae
- Stelis ninguida
- Stelis nitens
- Stelis nivalis
- Stelis nonresupinata
- Stelis norae
- Stelis nubis
- Stelis nutans
- Stelis nycterina
- Stelis oaxacana
- Stelis oblonga
- Stelis oblongifolia
- Stelis obovata
- Stelis obscurata
- Stelis obtecta
- Stelis odobenella
- Stelis oestlundiana
- Stelis oligantha
- Stelis oligoblephara
- Stelis omalosantha
- Stelis opercularis
- Stelis ophioceps
- Stelis ophioglossoides
- Stelis opimipetala
- Stelis oreada
- Stelis orecta
- Stelis orectopus
- Stelis ornata
- Stelis ortegae
- Stelis oscitans
- Stelis ottonis
- Stelis ovatilabia
- Stelis oxypetala
- Stelis oxysepala
- Stelis pachyglossa
- Stelis pachyphyta
- Stelis pachypus
- Stelis pachyrrhiza
- Stelis pachystachya
- Stelis pactensis
- Stelis palmeiraensis
- Stelis pan
- Stelis panguiensis
- Stelis paniculata
- Stelis papaquerensis
- Stelis papilio
- Stelis papiliopsis
- Stelis papillifera
- Stelis papulina
- Stelis paradisicola
- Stelis paraensis
- Stelis paraguasensis
- Stelis pardipes
- Stelis parviflora
- Stelis parvifolia
- Stelis parvilabris
- Stelis parvipetala
- Stelis parvula
- Stelis pastoensis
- Stelis patateensis
- Stelis patens
- Stelis patinaria
- Stelis pauciflora
- Stelis pauloensis
- Stelis paulula
- Stelis pedanocaulon
- Stelis peduncularis
- Stelis peliochyla
- Stelis pellifeloidis
- Stelis pellucida
- Stelis pelycophora
- Stelis pendens
- Stelis pennelliana
- Stelis perennis
- Stelis perparva
- Stelis perpusilla
- Stelis perpusilliflora
- Stelis petiolaris
- Stelis petiolata
- Stelis phil-jesupii
- Stelis philargyrus
- Stelis physoglossa
- Stelis picea
- Stelis piestopus
- Stelis pilifera
- Stelis pilosa
- Stelis pilosissima
- Stelis pilostoma
- Stelis piperina
- Stelis piraquarensis
- Stelis pisinna
- Stelis pixie
- Stelis planipetala
- Stelis platypetala
- Stelis platystachya
- Stelis pluriracemosa
- Stelis poculifera
- Stelis pollex
- Stelis polyantha
- Stelis polybotrya
- Stelis polycarpica
- Stelis pompalis
- Stelis popayanensis
- Stelis porpax
- Stelis portillae
- Stelis potpourri
- Stelis powellii
- Stelis praealta
- Stelis praemorsa
- Stelis prava
- Stelis preclara
- Stelis pristis
- Stelis prolata
- Stelis prolificans
- Stelis prolificosa
- Stelis prolixa
- Stelis propagans
- Stelis protracta
- Stelis protuberans
- Stelis pseudocheila
- Stelis psilantha
- Stelis pubipetala
- Stelis pudens
- Stelis pugiunculi
- Stelis pulchella
- Stelis pumila
- Stelis punctulata
- Stelis punoensis
- Stelis purdiaei
- Stelis purpurascens
- Stelis purpurea
- Stelis purpurella
- Stelis pusilla
- Stelis pygmaea
- Stelis pyramidalis
- Stelis quadrifida
- Stelis quinquenervia
- Stelis rabei
- Stelis ramificans
- Stelis ramonensis
- Stelis ramosii
- Stelis ramulosa
- Stelis regina
- Stelis reitzii
- Stelis remifolia
- Stelis reniformis
- Stelis repens
- Stelis reptans
- Stelis restrepioides
- Stelis resupinata
- Stelis retroversa
- Stelis retusa
- Stelis retusiloba
- Stelis rhodochila
- Stelis rhodotantha
- Stelis rhombilabia
- Stelis rhomboglossa
- Stelis rhomboidea
- Stelis rictoria
- Stelis rimulata
- Stelis ringens
- Stelis riozunagensis
- Stelis robusta
- Stelis rodrigoi
- Stelis rosamariae
- Stelis roseopunctata
- Stelis rostrata
- Stelis rosulenta
- Stelis rotunda
- Stelis rubens
- Stelis rufobrunnea
- Stelis ruprechtiana
- Stelis rutrum
- Stelis saccata
- Stelis salazarii
- Stelis salpingantha
- Stelis sanchezii
- Stelis sanchoi
- Stelis sanctae-rosae
- Stelis sanguinea
- Stelis sanluisensis
- Stelis santiagoensis
- Stelis santiagoi
- Stelis sarcopetala
- Stelis sarcophylla
- Stelis satyrella
- Stelis satyrica
- Stelis saurocephala
- Stelis saxicola
- Stelis scaberula
- Stelis scabrata
- Stelis scalena
- Stelis scansor
- Stelis scaphoglossa
- Stelis scaphoides
- Stelis schenckii
- Stelis schistochila
- Stelis schlechteriana
- Stelis schmidtchenii
- Stelis schnitteri
- Stelis schomburgkii
- Stelis scitula
- Stelis scopulosa
- Stelis scutella
- Stelis secunda
- Stelis segoviensis
- Stelis semperflorens
- Stelis septella
- Stelis septicola
- Stelis serra
- Stelis serrulata
- Stelis serrulifera
- Stelis setacea
- Stelis sijmii
- Stelis silverstonei
- Stelis simacoensis
- Stelis simplex
- Stelis simplicilabia
- Stelis singularis
- Stelis siphonantha
- Stelis situlifera
- Stelis skutchii
- Stelis soricina
- Stelis sororcula
- Stelis sotoarenasii
- Stelis sparsiflora
- Stelis spathosa
- Stelis spathulata
- Stelis speckmaieri
- Stelis standleyi
- Stelis stapedia
- Stelis steganopus
- Stelis stelidiopsis
- Stelis stenophylla
- Stelis stevensonii
- Stelis steyermarkii
- Stelis stiriosa
- Stelis storkii
- Stelis strictissima
- Stelis striolata
- Stelis strobilacea
- Stelis subinconspicua
- Stelis subtilis
- Stelis sumacoensis
- Stelis superbiens
- Stelis supervivens
- Stelis surrogatilabia
- Stelis susanensis
- Stelis synsepala
- Stelis tabacina
- Stelis tachirensis
- Stelis tanythrix
- Stelis tarantula
- Stelis tarda
- Stelis taurina
- Stelis taxis
- Stelis teaguei
- Stelis tempestuosa
- Stelis tenuicaulis
- Stelis tenuifolia
- Stelis tenuilabris
- Stelis tenuipetala
- Stelis tenuissima
- Stelis tetramera
- Stelis thamiostachya
- Stelis thecoglossa
- Stelis thermophila
- Stelis thoerleae
- Stelis thomasiae
- Stelis thymochila
- Stelis tintinnabula
- Stelis tobarii
- Stelis tonduziana
- Stelis tortilis
- Stelis tortuosa
- Stelis translucens
- Stelis transversalis
- Stelis triangulabia
- Stelis triangularis
- Stelis triangulisepala
- Stelis triapiculata
- Stelis triaristata
- Stelis tricardium
- Stelis trichoglottis
- Stelis trichorrhachis
- Stelis trichostoma
- Stelis tricolor
- Stelis tricula
- Stelis tridactyloides
- Stelis tridactylon
- Stelis tridentata
- Stelis trimera
- Stelis trimeropetala
- Stelis triplex
- Stelis triplicata
- Stelis tristyla
- Stelis tropex
- Stelis trulla
- Stelis truncata
- Stelis tumida
- Stelis tunguraguae
- Stelis tweediana
- Stelis umbelliformis
- Stelis umbonis
- Stelis umbriae
- Stelis uncifera
- Stelis uncinata
- Stelis undecimi
- Stelis undulata
- Stelis uniflora
- Stelis uninervia
- Stelis valladolidensis
- Stelis vargasii
- Stelis vegrandis
- Stelis velaticaulis
- Stelis velivolva
- Stelis velutina
- Stelis venezuelensis
- Stelis venosa
- Stelis veracrucensis
- Stelis veraguasensis
- Stelis verbiformis
- Stelis verecunda
- Stelis vesca
- Stelis vespertina
- Stelis vestita
- Stelis viamontis
- Stelis villifera
- Stelis villosa
- Stelis villosilabia
- Stelis violacea
- Stelis virens
- Stelis virgata
- Stelis virgulata
- Stelis viridibrunnea
- Stelis viridula
- Stelis vollesii
- Stelis vulcani
- Stelis wagneri
- Stelis walteri
- Stelis weberbaueri
- Stelis weddelliana
- Stelis wendtii
- Stelis werklei
- Stelis werneri
- Stelis wettsteiniana
- Stelis wilhelmii
- Stelis williamsii
- Stelis xanthantha
- Stelis xerophila
- Stelis ximenae
- Stelis xiphizusa
- Stelis xystophora
- Stelis yanganensis
- Stelis zamorae
- Stelis zarumae
- Stelis zelenkoi
- Stelis zigzag
- Stelis zothecula
- Stelis zunagensis